# Alexander Milne

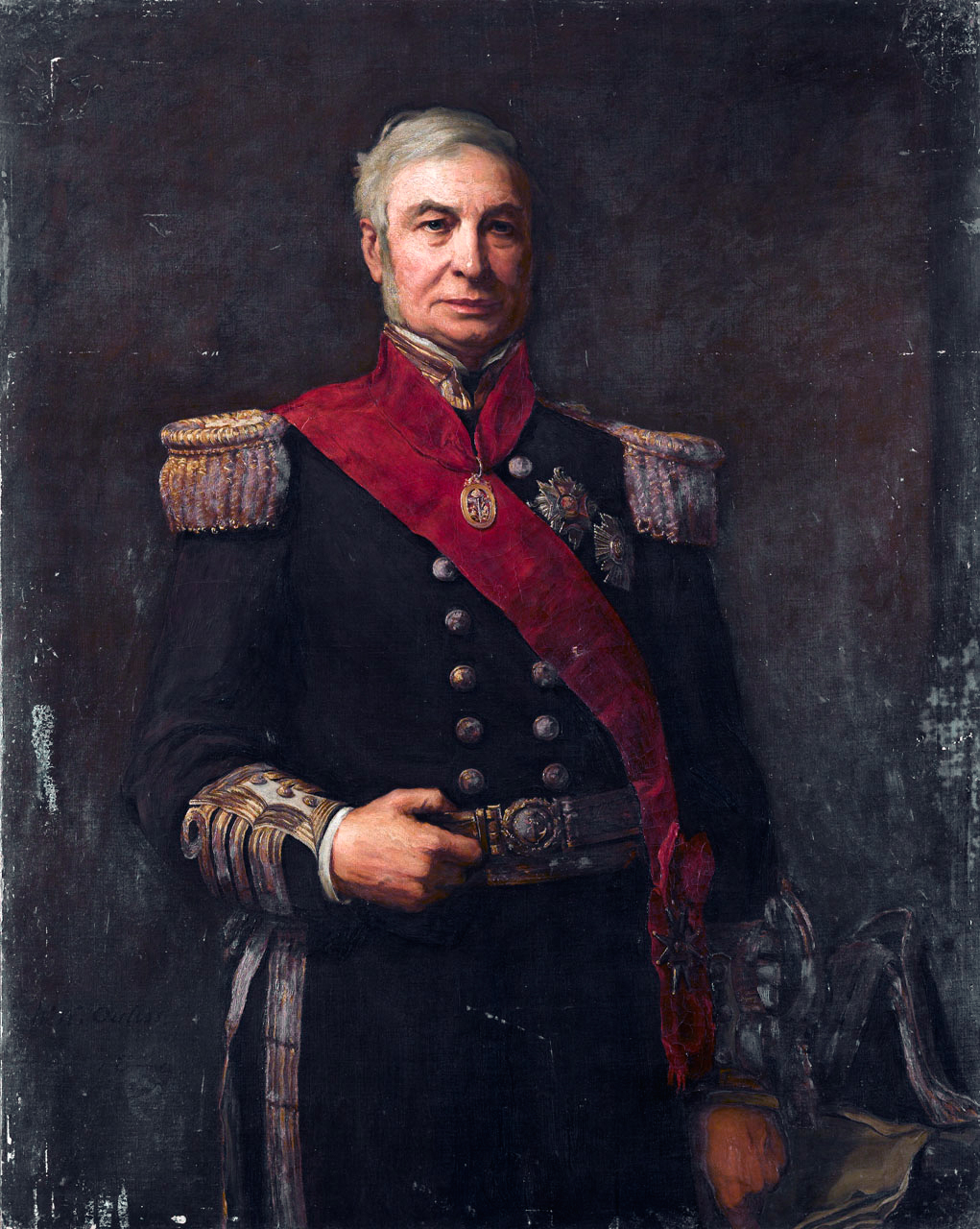
Admiral Sir Alexander Milne, 1. Baronet (Gemälde von Walter William Ouless, 1879).

Sir Alexander Milne, 1. Baronet, GCB (* 10. November 1806 in Inveresk, East Lothian, Schottland; † 29. Dezember 1896 ebenda) war ein britischer Seeoffizier und zuletzt Admiral of the Fleet der Royal Navy, der unter anderem zwischen 1866 und 1868 sowie erneut von 1872 bis 1876 Erster Seelord war.

## Leben
Alexander Milne war der zweite Sohn von Admiral Sir David Milne (1763–1845), der 1820 auch kurzzeitig Mitglied des Unterhauses (House of Commons) war, und dessen Ehefrau Grace Purves (1783–1814), Tochter von Sir Alexander Purves, 5. Baronet (1739–1812). Sein älterer Bruder war der Jurist, Geologe und Meteorologe David Milne-Home (1805–1890). Er selbst begann am 8. Februar 1817 seine Ausbildung zum Seeoffizier am Royal Naval College in Portsmouth und diente 1819 auf der Fregatte HMS Leander, dem Flaggschiff seines Vaters im Marinestützpunkt Nordamerika (North America Station). Im Juni 1820 wurde er zur HMS Conway versetzt und diente in der Folgezeit auf dem Linienschiff HMS Ramillies, auf dem Linienschiff HMS Ganges und dem Linienschiff HMS Albion. Nach seiner Beförderung zum Maat (Mate) am 7. Dezember 1825 wurde er zum damaligen Marinestützpunkt Brasilien (Brazilian Station) versetzt und versah wieder Dienst auf dem Linienschiff HMS Ganges, auf der er vom 24. Juni bis zum 7. September 1827 Verwendung als kommissarischer Kapitänleutnant fand.

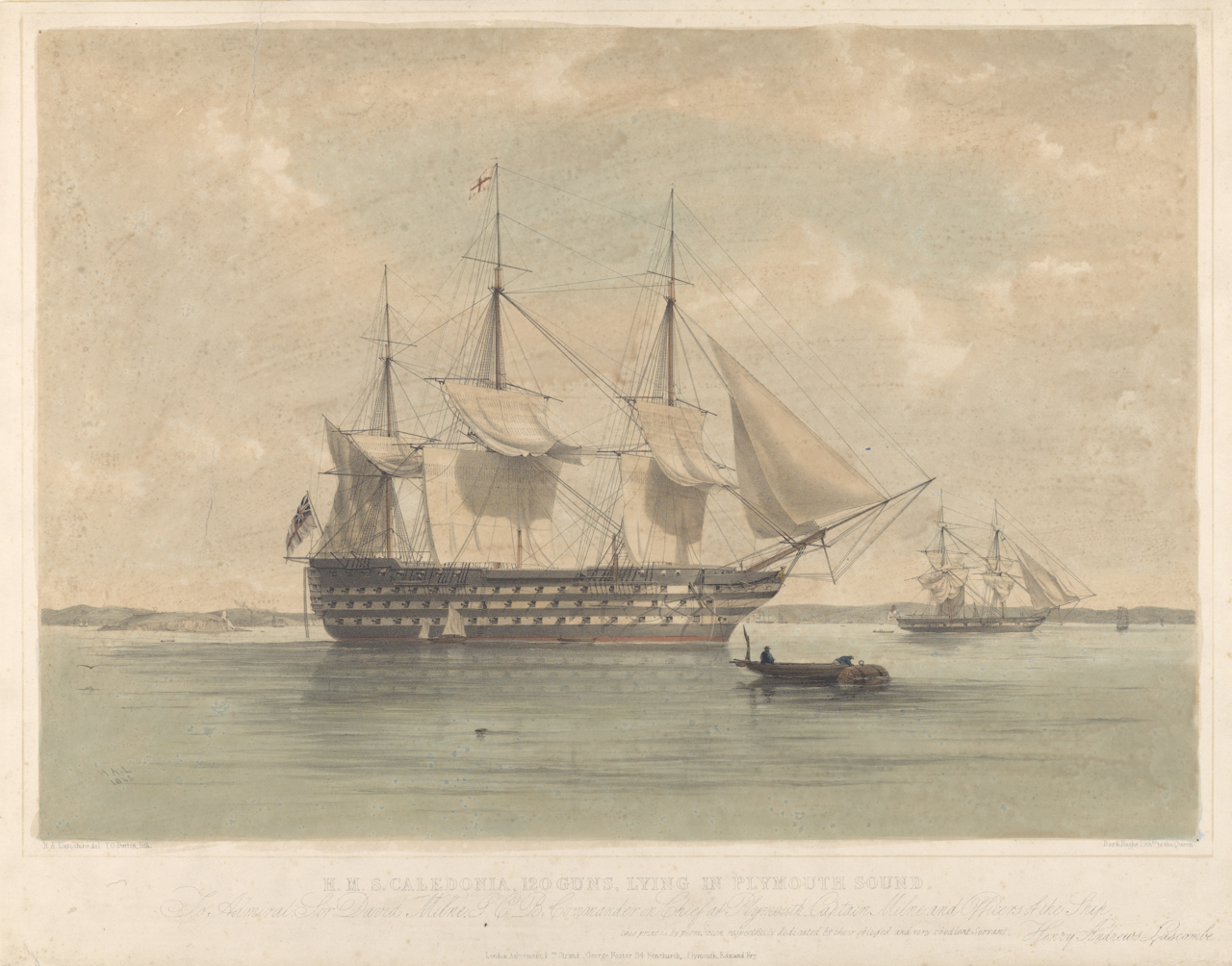
Captain Alexander Milne war von 1842 bis 1845 Kommandant der Linienschiffs HMS Caledonia.

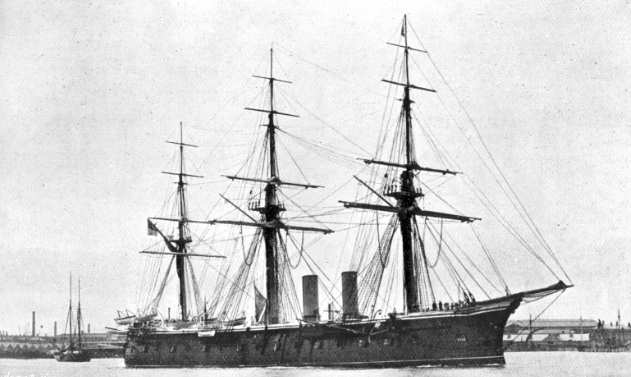
Während seiner Dienstzeit als Oberkommandierender der Mittelmeerflotte von 1869 bis 1870 war die Gepanzerte Fregatte HMS Lord Warden sein Flaggschiff.

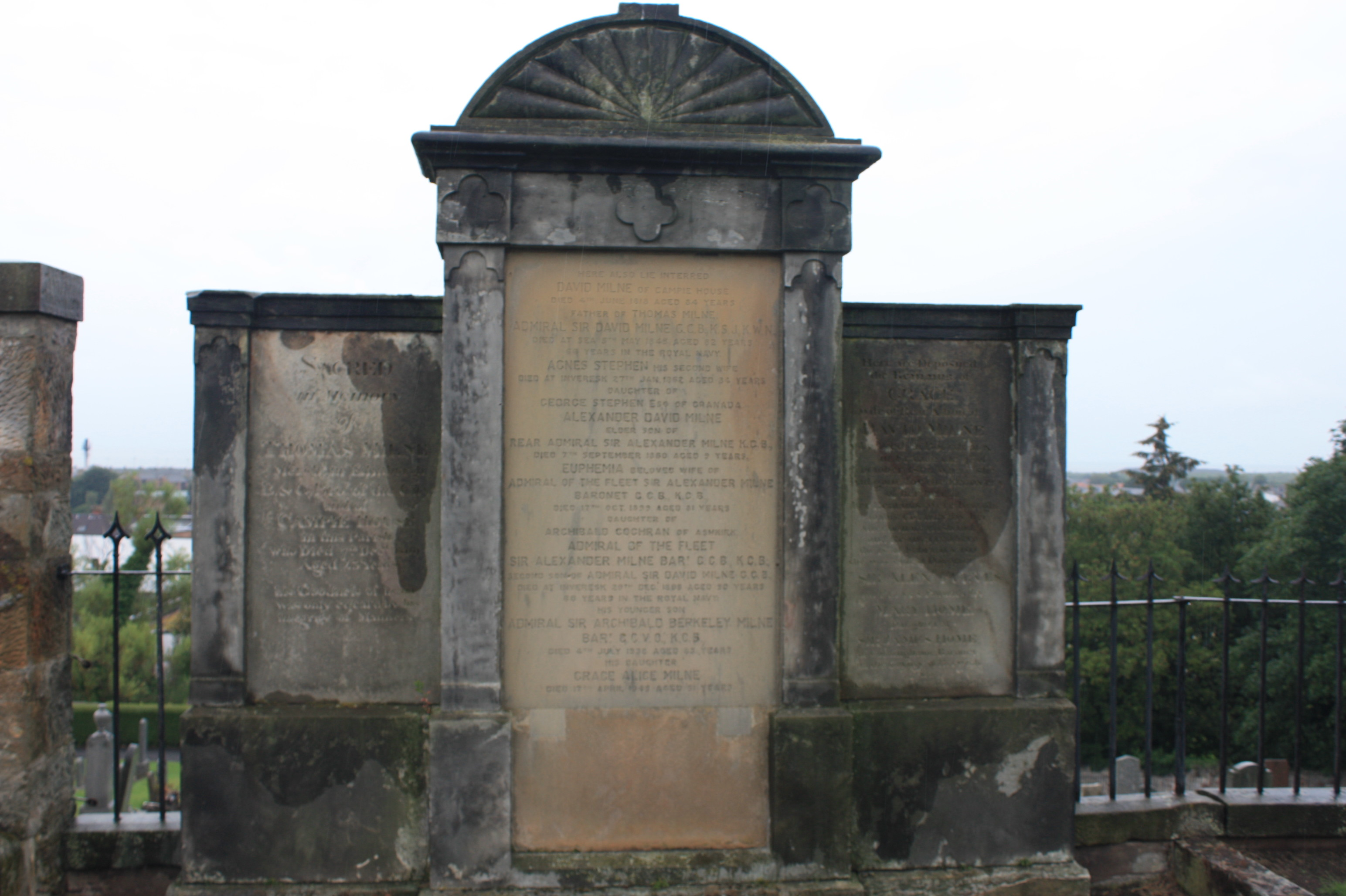
Grabstätte der Familie Milne in Inveresk.

Nachdem er am 8. September 1827 zum Kapitänleutnant (Lieutenant) befördert worden war, war er zwischen dem 8. September 1827 und dem 7. Mai 1830 Offizier auf der ebenfalls zur Brazilian Station gehörenden Sloop HMS Cadmus. Er wurde am 25. November 1830 zum Fregattenkapitän (Commander) befördert und war zwischen dem 26. Dezember 1836 und dem 29. Januar 1839	Kommandant der Sloop HMS Snake, die zum Marinestützpunkt Nordamerika und Westindien (North America and West Indies Station) gehörte. Am Ende dieses Kommandos erhielt er am 30. Januar 1839	seine Beförderung zum Kapitän zur See (Captain) und war im Anschluss in der North America and West Indies Station nacheinander zwischen dem 26. April 1839 und dem 30. Oktober 1840 erstmals Kommandant der HMS Crocodile, daraufhin vom 31. Oktober 1840 bis zum 16. Februar 1841 Kommandant der Fregatte HMS Cleopatra sowie zwischen dem 17. Februar 1841 und dem 25. November 1841	abermals Kommandant der HMS Crocodile. Nach seiner Rückkehr fungierte er vom 27. April 1842 bis zum 28. April 1845 als Kommandant des Linienschiffs HMS Caledonia, das als Flaggschiff seines Vaters Admiral David Milne diente, der zu dieser Zeit Oberkommandierender der Marinebasis Devonport in Plymouth sowie 1844 Kommodore des Versuchsgeschwaders (Experimental Squadron) war. Im Anschluss war er zwischen dem 17. Oktober 1846 und dem 8. Dezember 1847 Kommandant des Linienschiffs St Vincent, Flaggschiff des Oberkommandierenden der Marinebasis Portsmouth Admiral Charles Ogle. Daraufhin war er vom 9. bis zum 17. Dezember 1847 in der Marinebasis Portsmouth kurzzeitig zusätzlicher Kommandant des Linienschiffs HMS Victory.
Am 23. Dezember 1847 wechselte Kapitän zur See Alexander Milne als Commissioner in die Admiralität und war zunächst bis zum 2. März 1852 Vierter Seelord (Fourth Naval Lord) sowie im Anschluss bis zum 5. Januar 1853 Fünfter Seelord (Fifth Naval Lord). Danach fungierte er zwischen dem 5. Januar 1853 und dem 24. November 1857 erneut als Vierter Seelord sowie vom 24. November 1857 bis zum 23. April 1859 als Dritter Seelord (Third Naval Lord), ehe er zwischen dem 23. April und dem 28. Juni 1859 abermals Vierter Seelord war. Während dieser wurde er am 28. Januar 1858 zum Konteradmiral (Rear-Admiral) befördert und für seine Verdienste am 28. Dezember 1858 als Knight Commander des zivilen Zweiges des Order of the Bath (KCB) nobilitiert, wodurch er fortan das Prädikat „Sir“ führte. Als Nachfolger von Admiral Sir Houston Stewart wurde er am 13. Januar 1860 Oberkommandierender des Marinestützpunktes Nordamerika und Westindien und hatte dieses Kommando bis zum 8. April 1864 inne, woraufhin Admiral Sir James Hope ihn ablöste. In dieser Verwendung war zunächst die Fregatte HMS Emerald und ab dem 5. Juni 1860 das Linienschiff HMS Nile sein Flaggschiff. Am 20. Februar 1864 wurde er auch zum Knight Commander des militärischen Zweiges des Order of the Bath ernannt sowie am 13. April 1865 zum Vizeadmiral (Vice-Admiral).
Als Nachfolger von Admiral Sir Frederick Grey übernahm er am 13. Juli 1866 erstmals das Amt als Erster Seelord (First Naval Lord) und bekleidete dieses mehr als fünf Jahre lang bis zum 17. Dezember 1868, woraufhin Admiral Sir Sydney Colpoys Dacres seine Nachfolge antrat. Er wurde am 28. April 1869 Nachfolger von Admiral Lord Clarence Paget als Oberkommandierender der Mittelmeerflotte (Mediterranean Fleet) mit der Gepanzerten Fregatte HMS Lord Warden als Flaggschiff und verblieb in dieser Funktion bis zum 25. Oktober 1870, woraufhin Admiral Sir Hastings Yelverton ihn ablöste. Er wurde am 1. April 1870 zum Admiral befördert und am 24. Mai 1871 zum Knight Grand Cross des militärischen Zweiges des Order of the Bath erhoben.
Als Nachfolger von Admiral Sir Sydney Colpoys Dacres übernahm er am 27. November 1872 erneute den Posten als Erster Seelord und übte das Amt bis zu seiner Ablösung durch Admiral Sir Hastings Yelverton am 6. September 1876. Am 1. November 1876 wurde ihm der erbliche Adelstitel Baronet, of Inveresk in the County of Midlothian, verliehen. und trat zehn Tage später am 11. November 1876 als Admiral in den Ruhestand. Am 10. Juni 1881 wurde ihm der Rang eines Flottenadmiral (Admiral of the Fleet) verliehen, der höchste Dienstgrad der Royal Navy.
Aus seiner am 17. Dezember 1850	 geschlossenen Ehe mit Euphemia Cochran (1818–1889), Tochter von Archibald Cochran (1768–1841) ging der spätere Admiral Sir Berkeley Milne (1855–1938) hervor, der bei seinem Tod 1896 den Titel als 2. Baronet erbte.